# ماتسوبوشي
ماتسوبوشي (باليابانية: 松伏町) هي بلدية في اليابان، وبلدة في اليابان، تقع في سايتاما، بلغ عدد سكانها 29,496 نسمة وذلك حسب إحصائيات سنة 2018، تبلغ مساحتها 16.20 كيلومتر مربع.

## أعلام
- ريو إيشيكاوا